# 平特爾·亞當
平特爾·亞當（匈牙利語：Ádám Pintér；1988年6月12日—）是一位匈牙利足球運動員。在場上的位置是後衛或中場。他現在效力於匈牙利足球甲级联赛球隊MTK布達佩斯。他也代表匈牙利國家足球隊參賽。

## 外部連結
- 平特爾·亞當在BDFutbol中的档案
- 足球数据库：平特爾·亞當的球员统计数据
- 平特爾·亞當在 National-Football-Teams.com 上的出场纪录
- 平特爾·亞當－UEFA國際賽競賽紀錄